# Татар-Улкановська сільська рада
Тата́р-Улка́новська сільська рада (рос. Татар-Улкановский сельский совет) — муніципальне утворення у складі Туймазинського району Башкортостану, Росія. Адміністративний центр — село Татар-Улканово.

## Населення
Населення — 2134 особи (2019, 2182 у 2010, 1983 у 2002).

## Склад
До складу поселення входять такі населені пункти:
| Населений пункт          | Населення, осіб (2002) | Населення, осіб (2010) |
| ------------------------ | ---------------------- | ---------------------- |
| Аднагулово, село         | 240                    | 258                    |
| Бікметово, село          | 107                    | 109                    |
| Верхній Сардик, село     | 366                    | 406                    |
| Казнаковка, присілок     | 47                     | 77                     |
| Кіска-Єлга, присілок     | 57                     | 71                     |
| Мале Бікметово, присілок | 12                     | 14                     |
| Нижній Сардик, присілок  | 192                    | 209                    |
| Салкин-Чишма, присілок   | 1                      | 0                      |
| Татар-Улканово, село     | 633                    | 691                    |
| Тірян-Єлга, присілок     | 188                    | 189                    |
| Чуваш-Улканово, присілок | 140                    | 158                    |